# Верхняя Сайка
Верхняя Сайка — заброшенная деревня в Граховском районе Удмуртии, у истока реки Сайка.

## История
До 1921 года деревня входила в состав Билярской волости Елабужского уезда (с 1921 года — Можгинского). С 1924 году в составе Новогорского сельсовета Граховской волости, но уже в следующем 1925 году сельсовет был разукрупнён и образован Верхнекокшанский сельсовет в состав которого отошла деревня. В 1954 году Верхне-Кокшанский сельсовет упразднён и деревня вернулась в состав Новогорского сельсовета. В 1982 году образован Макаровский сельсовет, деревня отходит к нему.
Указом Президиума Верховного Совета УАССР от 31 июля 1984 года деревня Верхняя Сайка Макаровского сельсовета была исключена с учёта.